# 2014 au Québec
Cet article traite des événements survenus en 2014 au Québec. 

## Événements

### Janvier
- 5 janvier - Les festivités du centenaire d'Amos débutent[1].
- 10 janvier - L'ex-docteur Guy Turcotte, accusé du meurtre de ses deux enfants à Saint-Jérôme le 21 février 2009, décide de se rendre en Cour suprême du Canada afin de contester son nouveau procès en Cour d'appel[2],[3].
- 12 janvier - Gérald Cyprien Lacroix, archevêque de Québec, est nommé cardinal[4].
- 14 janvier - Les travaux de la commission parlementaire sur la charte des valeurs débutent[5].
- 16 janvier - Selon un mémoire du Barreau du Québec, la charte des valeurs ne résisterait pas au test des tribunaux[6].
- 18 janvier - Soirée du match de boxe de Lucian Bute vs. Jean Pascal (en) au Bell Centre à Montréal. C'est Jean Pascal qui remporte le match[7].
- 20 janvier - La députée libérale de La Pinière Fatima Houda-Pepin quitte son parti et siégera comme indépendante à la suite d'une divergence de vues sur la charte des valeurs. Elle refuse de se rallier à la position de son parti[8].
- 21 janvier - Annonce de la retraite du quart-arrière des Alouettes de Montréal Anthony Calvillo[9]
- 23 janvier - un incendie à la Résidence du Havre, à L'Isle-Verte, fait 32 morts, devenant l'un des plus meurtriers de l'histoire récente du Québec[10],[11].
- 27 janvier - 
  - L'ancien président de la FTQ, Michel Arsenault, commence son témoignage devant la commission Charbonneau[12].
  - La température et la chaussée glissante sont la cause d'un important carambolage impliquant près de quarante véhicules sur l'autoroute 15 à Sainte-Adèle[13].

### Février
- 4 février - Le gouvernement Marois rend public son livre blanc sur la jeunesse, parrainé par Léo Bureau-Blouin. Il porte sur les jeunes de 15 à 29 ans qui ne sont pas aux études et qui ne travaillent pas. Il vise à obliger les jeunes à s'engager dans une démarche d'orientation professionnelle, à se scolariser ou à se trouver un emploi. Il vise un taux de diplomation de 80 % d'ici 2020 (il est actuellement de 75 %)[14].
- 11 février
  - Les travaux reprennent à l'Assemblée nationale. Les rumeurs d'élections se font de plus en plus fortes[15].
  - Les évêques du Québec se prononcent contre le projet de loi sur l'aide médicale à mourir[16].
- 13 février - Le gouvernement du Québec annonce un programme de recherche pétrolière sur l'île d'Anticosti. Selon lui, les retombées économiques seraient de 45 milliards $ sur 30 ans[17].
- 19 février - Déçu par la politique, le député caquiste Jacques Duchesneau, annonce qu'il ne se représentera pas à la prochaine élection provinciale[18].
- 20 février - Le ministre des Finances, Nicolas Marceau, présente son deuxième budget à l'Assemblée nationale. Il annonce le dégel des tarifs de garderie (qui passent de 7 $ à 8 $), la fusion de certaines commissions scolaires et la négociation d'une nouvelle entente salariale avec les médecins. Les fonctionnaires sont prévenus qu'ils n'obtiendront pas les hausses salariales qu'ils désirent[19]. Les revenus sont de 71,58 milliards $ et les dépenses de 73,73 milliards $. La dette est de 182,2 milliards $[20].
- 22 février - L'archevêque de Québec, Gérald Cyprien Lacroix, est intronisé cardinal[21].

### Mars
- 3 mars - Le docteur Gaétan Barrette annonce qu'il se présentera candidat libéral à la prochaine élection dans La Pinière[22].
- 4 mars - 
  - La députée de La Pinière Fatima Houda-Pepin décide de se présenter candidate indépendante aux élections du printemps[23].
  - L'ancienne présidente de la Fédération étudiante universitaire du Québec (FEUQ), Martine Desjardins, se présente candidate péquiste dans Groulx[24].
- 5 mars - La première ministre Pauline Marois annonce des élections générales pour le 7 avril[25].
- 6 mars : le député indépendant de Blainville Daniel Ratthé annonce son retrait de la vie politique[26].
- 9 mars : L'homme d'affaires Pierre Karl Péladeau se présente candidat du Parti québécois dans Saint-Jérôme[27].
- 14 mars - Le Parti québécois annonce qui ne présentera pas de candidat de La Pinière, afin que la candidate indépendante Fatima Houda-Pepin soit réélue[28].
- 20 mars - 
  - La Cour suprême du Canada refuse d'entendre Guy Turcotte au sujet de son nouveau procès à la Cour d'appel.
  - Lors du débat des chefs, Pauline Marois déclare: «Non, il n'y aura pas de référendum... tant que les Québécois ne seront pas prêts». Elle confirme qu'elle ne veut pas «bousculer» les Québécois[29].
- 23 mars - La 16e soirée des prix Jutra se déroule au Monument-National, et est animée par Pénélope McQuade et Laurent Paquin sur les ondes de Radio-Canada. Louis Cyr : L'Homme le plus fort du monde qui avait 11 nominations, remporte le Jutra du meilleur film. Antoine Bertrand et Pierrette Robitaille sont les meilleurs acteur et actrice. Micheline Lanctôt remporte le Jutra-hommage[30].
- 27 mars - Une bonne partie du deuxième débat des chefs, télédiffusé par le réseau TVA, porte surtout sur le domaine de l'intégrité. Les attaques visent surtout Philippe Couillard et ses relations avec l'ancien directeur du Centre universitaire de santé McGill, Arthur Porter, accusé de fraudes. Couillard défend également son droit de ne pas avoir payé d'impôt au Québec et d'avoir eu un compte dans un paradis fiscal alors qu'il travaillait en Arabie saoudite[31].

### Avril
- 3 avril - Deux personnages importants de l'histoire de la Nouvelle-France, Marie de l'Incarnation et François de Montmorency-Laval, sont canonisés par le pape François. Marie de l'Incarnation a fondé le Couvent des Ursulines de Québec et François de Laval a été le premier évêque de la même ville[32].
- 5 avril : Plusieurs centaines de personnes, lors d'une promenade à Montréal, manifestent pour la charte de la laïcité du gouvernement péquiste en criant leur appui au projet[33].
- 7 avril : La 41e élection générale québécoise se tient pour élire les députés provinciaux dans les 125 circonscriptions québécoises. Philippe Couillard remporte la victoire et formera un gouvernement libéral majoritaire. Le résultat est de 70 libéraux élus (41,5 %), 30 péquistes (25,3 %), 22 caquistes (23 %) et 3 solidaires (7,6 %). C'est une défaite sévère pour le Parti québécois, dont la chef Pauline Marois est battue dans sa circonscription. Celle-ci annonce qu'elle quittera ses fonctions de chef du parti[34]. Plusieurs candidats-vedettes comme le docteur Gaétan Barrette et l'homme d'affaires Pierre Karl Péladeau sont également élus. Quelques ministres, dont Réjean Hébert et Pierre Duchesne et l'ancien étudiant Léo Bureau-Blouin sont également défaits et la candidate indépendante Fatima Houda-Pepin n'a pas réussir à se faire réélire.
- 10 avril : Le député de Chicoutimi Stéphane Bédard est nommé chef intérimaire du PQ[35].
- 23 avril - Philippe Couillard annonce la formation de son gouvernement qui sera formé de 26 ministres. Jean-Marc Fournier devient leader du gouvernement et ministre des Affaires intergouvernementales. Les autres ministres seniors du gouvernement sont Lise Thériault (Sécurité publique), Pierre Moreau (Affaires municipales), Gaétan Barrette (Santé et Services sociaux), Carlos J. Leitão (Finances) et Yves Bolduc (Éducation)[36].
- 25 avril - La Cour suprême statue que le Sénat ne peut être réformé sans l'approbation des provinces. Le Québec est satisfait[37].
- 29 avril : le président de la Société Saint-Jean-Baptiste de Montréal et du Mouvement Québec français Mario Beaulieu annonce qu'il sera candidat à l'élection à la direction du Bloc québécois et il démissionne donc de son poste de président de la SSJM[38].

### Mai
- 1er mai - Le salaire minimum au Québec monte de 20 cents à 10,35 $[39].
- 6 mai - Première du film Le Règne de la beauté de Denys Arcand[40].
- 8 mai - Guy Chevrette témoigne devant la commission Charbonneau. Il nie les allégations de Gilles Cloutier de mai 2013 qui avait déclaré qu'il avait bénéficié d'un pot-de-vin en 2000 alors qu'il était ministre des Transports[41].
- 20 mai - Ouverture de la première session de la 41e législature du Québec. Le principal objectif du gouvernement est de rétablir l'équilibre budgétaire[42].
- 22 mai - Le projet de loi sur les soins de fin de vie est déposé de nouveau à l'Assemblée nationale[43].

### Juin
- 2 juin - Le gouvernement autorise la construction d'une cimenterie à Port-Daniel en Gaspésie pour une subvention de 450 millions $ venant du gouvernement lui-même, d'Investissement Québec et de la Caisse de dépôt et placement. Il y a plusieurs oppositions au projet dont celui de Québec solidaire qui déplore le danger environnemental[44].
- 4 juin - Le gouvernement Couillard présente son premier budget. On annonce des dépenses de 97,4 milliards $ et des revenus de 94,4 milliards $ pour un déficit de 2,35 milliards $. La dette est de 198 milliards $. Des compressions budgétaires sont annoncées pour 13 des 22 ministères. Les garderies passent à 7,30 $ à partir d'octobre. Les taxes sur le tabac et l'alcool sont augmentées. Les crédits d'impôt aux entreprises sont réduits[45].
- 5 juin - Le projet de loi sur les soins de fin de vie est adopté à l'Assemblée nationale par 94 voix contre 22[46].
- 6 juin - La députée fédérale de Montcalm Manon Perreault est suspendue du caucus du Nouveau Parti démocratique à la suite d'accusations de méfait public. Elle comparaîtra en cour au Palais de justice de Joliette le 15 juillet[47].
- 13 juin - La session parlementaire est ajournée jusqu'à l'automne[48].
- 14 juin - L'Élection à la course de la direction du Bloc québécois se déroule à Rimouski. L'ancien président de la Société Saint-Jean-Baptiste, Mario Beaulieu, est élu chef par 53,5 % face à son adversaire André Bellavance[49].
- 22 juin - Léo Bureau-Blouin devient sans opposition président de l'aile jeunesse du Parti québécois lors du congrès national des jeunes à l'Université Laval[50].

### Juillet
- 5 juillet - La Québécoise Eugenie Bouchard devient la première Canadienne à accéder à une finale du tournoi de tennis de Wimbledon. Elle la perd cependant face à la Tchèque Petra Kvitová[51].
- 10 juillet - Le premier ministre Philippe Couillard inaugure les travaux de construction de la première mine de diamants au Québec dans le secteur des monts Otish[52].
- 20 juillet - L'accident d'un camion-citerne provoque un incendie sur l'autoroute 640 à Charlemagne, dans la région de Lanaudière, faisant un mort et deux blessés[53].
- 23 juillet - Québec interdit le forage pétrolier et gazier à moins de 500 mètres d'un puits souterrain d'eau potable[54].
- 23 au 27 juillet - Les 6e Jeux de la francophonie canadienne de la FJCF se déroulent à Gatineau (Québec) et attirent plus de 1000 jeunes de partout au Canada[55].
- 24 juillet - Hydro-Québec remporte une autre manche dans le litige l'opposant à Terre-Neuve au sujet du prix payé pour l'électricité produite à la centrale de Churchill Falls[56].

### Août
- 12 août - Le député fédéral de Haute-Gaspésie—La Mitis—Matane—Matapédia, Jean-François Fortin, annonce qu'il quitte le Bloc québécois, devenu trop radical à son goût. Il siégera désormais comme député indépendant[57].
- 15 août - Le député caquiste de Lévis, Christian Dubé, annonce son retrait de la vie politique. Il est embauché par la Caisse de dépôt et placement[58].
- 18 août - Manifestation tumultueuse des employés municipaux à l'hôtel de ville de Montréal en réaction au projet de loi 3 sur les régimes de retraite des employés municipaux[59]
- 20 août
  - La commission parlementaire sur le projet de loi 3 sur la réforme des régimes de retraite des employés municipaux débute[60].
  - La députée fédérale de Verchères—Les Patriotes Sana Hassainia annonce qu'elle quitte le Nouveau Parti démocratique et siégera comme indépendante, parce qu'elle ne veut pas accepter la position pro-israélienne du parti dans le conflit israélo-palestinien[61].
- 25 août - Le député fédéral de Richmond—Arthabaska, André Bellavance, quitte le Bloc québécois. Il siégera comme député indépendant jusqu'à la prochaine élection. Ses visions, dit-il, ne concordaient pas avec celles de son nouveau chef Mario Beaulieu[62].

### Septembre
- 2 septembre - L'homme d'affaires et entrepreneur en construction, Tony Accurso, commence à témoigner devant la commission Charbonneau. Il est accusé entre autres de fraudes envers le gouvernement[63].
- 5 septembre - Devant la commission Charbonneau, Tony Accurso déclare avoir donné 250 000 $ à Jacques Duchesneau après sa défaite aux élections municipales de Montréal en 1998. Jacques Duchesneau nie fermement ces allégations[64].
- 6 septembre - Lors d'une rencontre avec Stephen Harper à Québec, Philippe Couillard déclare que le Québec a le désir de signer la constitution de 1982. Harper n'a cependant pas l'intention d'entamer ce genre de négociations[65].
- 8 septembre - Les Attikameks déclarent unilatéralement la souveraineté sur leur territoire de la Haute-Mauricie[66].
- 11 septembre - La commission Charbonneau termine ses audiences publiques. Au cours des derniers deux ans, elle a entendu 189 témoins[67].
- 12 septembre - Guy Turcotte est libéré en attente de son procès en Cour d'appel[68].
- 15 septembre - Incendie au Musée de la civilisation à Québec[69].
- 19 septembre - Le film Mommy sort en salles. C'est lui qui représentera le Canada aux Oscars 2015 dans la catégorie de l'Oscar du meilleur film en langue étrangère[70]
- 20 septembre - Manifestation à Montréal contre le projet de loi 3 pour dénoncer la réforme des régimes de retraite des employés municipaux et les mesures d'austérité du gouvernement Couillard, organisée par la Coalition pour la libre négociation[71]
- 25 septembre - Le ministre Gaétan Barrette dépose le projet de loi devant réformer le système de santé. Il abolit les 18 agences de santé et fusionne les 180 services administratifs pour n'en garder qu'un seul par région. Les économies devraient être de 220 millions $ par année[72].
- 29 septembre - L'ancienne ministre péquiste Élaine Zakaïb démissionne de son poste de députée de Richelieu[73].

### Octobre
- 2 octobre - La Ville de Montréal congédie six employés et en suspend 57 autres sans solde allant jusqu'à six mois, à la suite de la manifestation du 18 août[74].
- 7 octobre -  Le restaurant La Taverne Magnan annonce sa fermeture. Ouverte en 1932, la Taverne Magnan est le troisième restaurant le plus ancien de Montréal, après le Montreal Pool Room (1912) et le Schwartz’s (1928)[75]
- 9 octobre -  L'Assemblée nationale adopte une motion visant à modifier le Code d'éthique pour empêcher un député de contrôler une entreprise médiatique[76].
- 14 octobre - La députée péquiste de Vachon, Martine Ouellet, annonce qu'elle sera candidate à la direction du Parti québécois. Elle est la première à se lancer dans la course[77].
- 20 octobre
  - Le député de Marie-Victorin, Bernard Drainville, annonce à son tour qu'il se lance dans la course à la direction du Parti québécois[78].
  - Fondation du parti fédéral Forces et Démocratie[79].
  - Élection partielle de Lévis afin d'élire un nouveau député pour remplacer Christian Dubé, qui a démissionné il y a deux mois. Le candidat de la Coalition avenir Québec, l'ex-animateur de télévision François Paradis, remporte l'élection partielle avec 47 % des suffrages[80]
  - Martin «Ahmad» Rouleau renverse deux militaires dans un stationnement à Saint-Jean-sur-Richelieu, en tuant un. Il est abattu quelques minutes plus tard par la police municipale[81].
- 21 octobre - Jenique Dalcourt, 23 ans, est retrouvée assassinée sur une piste cyclable dans la ville de Longueuil[82].
- 22 octobre - À la suite des coups de feu tirés au Parlement d'Ottawa, les services de sécurité sont renforcés à l'Assemblée nationale[83].
- 26 octobre - Le trente-sixième Gala de l'ADISQ est de nouveau animé par Louis-José Houde. Marie-Mai et Alex Nevsky sont les interprètes de l'année. Le dernier album de Serge Fiori est celui qui s'est le plus vendu[84].
- 27 octobre - Le député de Lac-Saint-Jean,Alexandre Cloutier, annonce qu'il se lance dans la course à la direction du Parti québécois[85].

### Novembre
- 3 novembre - Le député de Rosemont, Jean-François Lisée, se lance à son tour dans la course à la chefferie du Parti québécois[86].
- 4 novembre - Le président français, François Hollande, est reçu à l'Assemblée nationale par le premier ministre Philippe Couillard[87].
- 5 novembre - Le député fédéral de Saint-Léonard—Saint-Michel, Massimo Pacetti, est expulsé du Parti libéral à la suite des allégations de harcèlement sexuel de la part de deux députés du NPD[88].
- 19 novembre - L'ancienne députée bloquiste, Maria Mourani de la circonscription d'Ahuntsic, joint les rangs du NPD[89].
- 20 novembre - Le gouvernement Couillard annonce qu'il met fin aux garderies à tarif unique. Dorénavant, les parents paieront en fonction de leurs revenus[90].
- 27 novembre - Le député de Saint-Jérôme et ancien président de Québecor, Pierre Karl Péladeau, se lance dans la course à la direction du Parti québécois[91].
- 29 novembre
  - Des milliers de personnes manifestent à Montréal et Québec contre la politique d'austérité préconisée par le gouvernement Couillard[92].
  - Les Carabins de l'Université de Montréal remportent la Coupe Vanier du football universitaire canadien au Stade Percival Molson[93]
- 30 novembre - Michaëlle Jean est choisie secrétaire générale de la Francophonie[94]

### Décembre
- 4 décembre - Le projet de loi de réforme des régimes de retraite des employés municipaux du Québec est adopté à l'Assemblée nationale[95].
- 6 décembre - Le 25e anniversaire de la tuerie de l'École polytechnique de Montréal est marqué par plusieurs activités de commémoration en mémoire des 14 victimes[96].
- 8 décembre - L'ex-lieutenante gouverneure du Québec Lise Thibault plaide coupable aux chefs d'accusation pour fraude et abus de confiance envers les gouvernements du Canada et du Québec[97].
- 9 décembre - Selon l'Institut de la statistique du Québec, la population du territoire était de 8,21 millions le 1er juillet 2014. Il a augmenté de 63 000 depuis un an[98].
- 15 décembre - Québec offre à ses employés du secteur public un gel des augmentations salariales pendant deux ans suivi d'une augmentation de 1 % pendant les trois dernières années de l'entente. Les syndicats rejettent ces propositions[99].
- 16 décembre - Une nouvelle chaîne de télévision, AMI-télé, qui se consacre au divertissement des personnes aveugles ou malvoyantes, entre en ondes à Montréal[100].
- 23 décembre - Luka Rocco Magnotta est reconnu coupable de meurtre prémédité après un procès très médiatisé. Il avait assassiné l'étudiant chinois Lin Jun le 25 mai 2012 et avait envoyé des morceaux du cadavre par la poste à plusieurs endroits, dont au premier ministre Stephen Harper[101].

## Décès
- 12 janvier - William Feindel (chercheur, médecin, neurologue et neurochirurgien) (º 12 juillet 1918)
- 14 janvier - Pierre F. Brault (compositeur) (º 3 août 1939)
- 16 janvier - Francine Lalonde (femme politique) (º 24 août 1940)
- 19 janvier - Yvan-Miville Des Chênes (contrôleur aérien et consultant en aviation) (º 1946)
- 22 janvier - Pierre Jalbert (en) (acteur et skieur) (º 9 janvier 1925)
- 28 janvier - Fernand Leduc (peintre) (º 4 juillet 1916)
- 2 février - Yves Ryan (ancien maire de Montréal-Nord) (º 28 février 1928)
- 5 février - Jean-Marie Demers (biologiste et professeur émérite de l'Université de Montréal) (º 1920)
- 11 février - 
  - Aslan (illustrateur, peintre et sculpteur) (º 23 mai 1930)
  - Peter Desbarats (auteur, dramaturge et journaliste) (º 2 juillet 1933)
- 12 février - Jean-Louis Giasson (prêtre catholique romaine, évêque de Yoro en Honduras (2005-2014)) (º 7 décembre 1939)
- 18 février - Mavis Gallant (écrivaine) (º 11 août 1922)
- 25 février - Angèle Arsenault (chanteuse) (º 1er octobre 1943)
- 26 février - Georges Hamel (chanteur country) (º 20 janvier 1949)
- 1er mars - Nancy Charest (femme politique) (º 28 novembre 1959)
- 20 mars - Marc-Adélard Tremblay (anthropologue) (º 28 avril 1922)
- 10 avril - Jim Flaherty (ancien ministre des finances du Canada) (º 30 décembre 1949)
- 3 mai - Liliane Stewart (mécène) (º 2 septembre 1928)
- 13 mai - Gilles Cloutier (ingénieur et physicien) (º 27 juin 1928)
- 15 mai - Robert Burns (homme politique) (º 5 septembre 1936)
- 25 mai - Marcel Côté (ancien candidat à la mairie de Montréal) (º 29 juillet 1942)
- 18 juin - Claire Martin (femme de lettres) (º 18 avril 1914)
- 1er juillet - Jean Garon (homme politique) (º 6 mai 1938)
- 24 juillet - Roger Blay (acteur) (º 9 décembre 1937)
- 28 juillet - Marjolaine Hébert (comédienne) (º 13 avril 1926)
- 11 août - Raymond Gravel (prêtre) (º 4 novembre 1952)
- 19 août - Jacques Beaulieu (physicien) († 15 août 1932)
- 25 août - Marcel Masse (homme politique) (º 27 mai 1936)
- 31 août - Carol Vadnais (entraîneur et joueur de hockey) (º 25 septembre 1945)
- 19 septembre Pierre Paquette (animateur télé) ( 1930)
- 21 septembre - Linda Griffiths (actrice) (º 7 octobre 1956)
- 23 septembre - Gilles Latulippe (comédien) (º 31 août 1937)
- 30 septembre - Jean-Philippe Auclair (en) (skieur extrême) (º 22 septembre 1977)
- 20 octobre
  - Patrice Vincent (militaire, tué lors de l'attentat à la voiture-bélier de Saint-Jean-sur-Richelieu) (º 19 juillet 1961)
  - Martin «Ahmad» Rouleau (responsable de l'attentat à la voiture-bélier de Saint-Jean-sur-Richelieu) (º 1989)
- 22 octobre - Michael Zehaf-Bibeau (responsable du fusillade au parlement d'Ottawa) (º 1982)
- 31 octobre - Jean-Pierre Roy (joueur de baseball) (º 26 juin 1920) (mort aux États-Unis)
- 6 novembre - Michelle Therrien (animatrice télé) ( 1964)
- 7 novembre - Françoise Graton (actrice) (º 4 juin 1930)
- 10 novembre - Jacques Bertrand (animateur de radio) (º 1953)
- 16 novembre - Liette Lomez (chanteuse du groupe Toulouse) (º 11 mai 1953)
- 26 novembre - Gilles Tremblay (joueur de hockey) (º 17 décembre 1938)
- 30 novembre
  - Paul Buissonneau (comédien) (º 24 décembre 1926)
  - Muriel Millard (comédienne) (º 3 décembre 1922)
- 1er décembre - Jean Faber (chanteur) (º 3 août 1943)
- 2 décembre - Jean Béliveau (joueur de hockey) (º 31 août 1931)
- 21 décembre - Michelle Tisseyre (animatrice) (º 13 mars 1918)
- 27 décembre - Jacques Hurtubise (peintre) (º 28 février 1938)

## Sources et références
1. ↑  Le cardinal Marc Ouellet célèbre le centenaire de la ville d'Amos
2. ↑  La Presse canadienne, « Guy Turcotte a comparu à Saint-Jérôme pour meurtres prémédités », Le Devoir,‎ 14 novembre 2013 (lire en ligne, consulté le 15 novembre 2013)
3. ↑  Guy Turcotte s’adresse à la Cour suprême pour éviter un nouveau procès
4. ↑  L'archevêque de Québec nommé cardinal
5. ↑  Charte des valeurs: début des audiences publiques à Québec
6. ↑  La charte va à l'encontre des droits individuels, selon le Barreau
7. ↑  Pascal sans broncher
8. ↑  Fatima Houda-Pepin quitte le caucus libéral
9. ↑  « Annonce de la retraite d'Anthony Calvillo », sur RDS.ca, 21 janvier 2014
10. ↑  Laurence Gallant, « Se souvenir de L’Isle-Verte, dans la douleur comme dans la solidarité » , sur Radio-Canada, 23 janvier 2024 (consulté le 12 juillet 2025)
11. ↑  « Tragédie de L’Isle-Verte : quelles leçons 10 ans après? », sur Radio-Canada (consulté le 12 juillet 2025)
12. ↑  Michel Arsenault devant la commission Charbonneau ce matin
13. ↑  Du vent, de la neige, des dizaines d'accidents et trois morts sur les routes du Québec
14. ↑  Le travail et les études au cœur de la politique jeunesse de Québec
15. ↑  Reprise des travaux à Québec sur fond de rumeurs d'élections
16. ↑  Les évêques condamnent le projet de loi sur l'aide médicale à mourir
17. ↑  Québec lance l'exploitation pétrolière sur Anticosti
18. ↑  Jacques Duchesneau ne sera pas candidat aux prochaines élections
19. ↑  Un budget préélectoral audacieux
20. ↑  RDI Économie. Rario-Canada. Émissions diffusée le 20 février 2014.
21. ↑  Mgr Gérald Cyprien Lacroix investi cardinal
22. ↑  Gaétan Barrette sera candidat libéral aux prochaines élections
23. ↑  Fatima Houda-Pepin affrontera le Dr. Gaétan Barrette
24. ↑  Martine Desjardins candidate du PQ dans Groulx
25. ↑  Des élections au Québec le 7 avril
26. ↑  "Daniel Ratthé quitte la vie politique" sur le Huffington Post, le 06/03/2014
27. ↑  Pierre Karl Péladeau se présente pour le PQ
28. ↑  Fatima Houda-Pepin reçoit l'appui du Parti québécois
29. ↑  Marois entretient le flou sur un référendum
30. ↑  « Louis Cyr: L'Homme le plus fort du monde » couronné
31. ↑  Intégrité: Philippe Couillard sous le feu des questions
32. ↑  Deux nouveaux saints au Québec
33. ↑  Manifestation pour la laïcité
34. ↑  Philippe Couillard redonne le pouvoir aux libéraux
35. ↑  Le chef intérimaire du PQ souhaite une transition ordonnée
36. ↑  Place au gouvernement Couillard
37. ↑  Réforme du Sénat: Québec salue la décision de la Cour suprême
38. ↑  Philippe Orfali, « Mario Beaulieu se porte candidat pour remettre la souveraineté à l'avant-plan » dans Le Devoir, le 29 avril 2014, consulté le 1er mai 2014.
39. ↑  Le salaire minimum passe à 10,35 $ au Québec
40. ↑  Première du plus récent film de Denys Arcand : Le règne de la beauté
41. ↑  Chevrette nie l'ensemble des allégations portées contre lui par Gilles Cloutier
42. ↑  Jour de rentrée parlementaire à Québec
43. ↑  Dépôt du projet de loi «Mourir dans la dignité»
44. ↑  Port-Daniel aura sa cimenterie
45. ↑  Québec vise l'équilibre budgétaire avant tout
46. ↑  Les députés adoptent le projet de loi «Mourir dans la dignité»
47. ↑  Radio-Canada, Accusée de méfait public, Manon Perreault est suspendue du caucus du NPD, publié et consulté le 6 juin 2014
48. ↑  L'opposition dénonce les promesses brisées du PLQ
49. ↑  Mario Beaulieu est le nouveau chef du Bloc québécois
50. ↑  Souveraineté: Léo Bureau-Blouin croit qu'il est possible d'enthousiasmer les jeunes
51. ↑  Bouchard écrasée par Kvitova à Wimbledon
52. ↑  Philippe Couillard au pays des diamants québécois
53. ↑  Explosion d'un camion-citerne sur l'autoroute 640: un mort
54. ↑  Eau potable: pas de forage à moins de 500 mètres
55. ↑  Ouverture des Jeux de la francophonie canadienne 2014
56. ↑  Marie Vastel, « Hydro-Québec remporte une manche en Cour supérieure », Le Devoir,‎ 26 juillet 2014 (lire en ligne, consulté le 27 juillet 2014)
57. ↑  Jean-François Fortin quitte le Bloc québécois
58. ↑  Christian Dubé quitte la vie politique pour la Caisse de dépôt
59. ↑  « Saccage à l'hôtel de ville », sur lapresse,ca
60. ↑  L'avenir des régimes de retraite de 122 000 personnes se joue à Québec
61. ↑  Une députée québécoise claque la porte du NPD, La Presse, 20 août 2014.
62. ↑  André Bellavance quitte le Bloc québécois
63. ↑  Tony Accurso brise son silence
64. ↑  Duchesneau nie avoir reçu 250 000 $ d'Accurso
65. ↑  Couillard veut signer la constitution
66. ↑  Les Attikamekw déclarent leur souveraineté
67. ↑  La commission Charbonneau entend son dernier témoin
68. ↑  Guy Turcotte libéré en attendant son procès
69. ↑  En images: Incendie majeur au Musée de la civilisation
70. ↑  Mommy représente le Canada dans la course aux Oscars
71. ↑  « Manifestation contre la loi 3 à Montréal », sur lapresse.ca
72. ↑  Québec va de l'avant avec sa réforme de la santé
73. ↑  Démission de la députée péquiste Élaine Zakaïb
74. ↑  « Montréal congédie six pompiers », sur lapresse,ca, 3 octobre 2014
75. ↑  « La fin pour la Taverne Magnan », sur journalmetro.com, 7 octobre 2014
76. ↑  « PKP: la motion de la CAQ adoptée », sur lapresse.ca, 9 octobre 2014
77. ↑  Succession de Pauline Marois. Martine Ouellet fait le saut
78. ↑  Bernard Drainville se lance dans la course à la direction du Parti québécois
79. ↑  Un nouveau parti fédéral est né: Forces et Démocratie
80. ↑  « La CAQ conserve Lévis, le PQ s'effondre », sur lapresse.ca, 20 octobre 2014
81. ↑  Saint-Jean-sur-Richelieu: le suspect abattu s'était « radicalisé »
82. ↑  Jenique Dalcourt dans La mémoire du Québec
83. ↑  État d'alerte à Québec
84. ↑  36e Gala de l'ADISQ: les gagnants de la soirée
85. ↑  « Alexandre Cloutier se lance dans la course », sur lapresse.ca, 27 octobre 2014
86. ↑  PQ: Jean-François Lisée se lance dans la course
87. ↑  Entente cordiale entre Hollande et Couillard à Québec
88. ↑  Massimo Pacetti et Scott Andrews suspendus du caucus du Parti libéral du Canada
89. ↑  L'ex-bloquiste Maria Mourani passe chez les néo-démocrates
90. ↑  Philippe Couillard brise sa promesse électorale en mettant fin au tarif unique dans les garderies
91. ↑  PKP fait le saut dans la course
92. ↑  Grandes manifestations contre l'austérité
93. ↑  « Les Carabins champions », sur lapresse.ca, 29 novembre 2014
94. ↑  « Michaëlle Jean choisie secrétaire générale de la Francophonie », sur lapresse.ca, 30 novembre
95. ↑  Québec adopte le projet de loi de réforme des régimes de retraite
96. ↑  Annabelle Blais, « Polytechnique: 25 ans plus tard, le Québec regarde la tragédie en face », La Presse, Montréal,‎ 6 décembre 2014 (lire en ligne)
97. ↑  « Lise Thibault plaide coupable de fraude et d'abus de confiance », sur lapresse.ca, 8 décembre 2014
98. ↑  Croissance moins rapide de la population québécoise
99. ↑  Québec dépose ses offres
100. ↑  Site de Ami-télé
101. ↑  Magnotta coupable de meurtre prémédité

### Articles généraux
- Chronologie de l'histoire du Québec (1982 à aujourd'hui)
- L'année 2014 dans le monde

### Articles sur l'année 2014 au Québec
- Lucian Bute vs. Jean Pascal (en)
- Incendie majeur de la Résidence du Havre (en)
- Élection générale québécoise de 2014
- Élection à la direction du Bloc québécois de 2014
- Élection partielle québécoise de 2014
- Attentat de Saint-Jean-sur-Richelieu de 2014